# Charles Arthur Ford

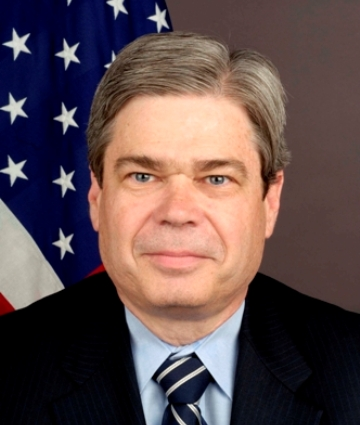
Charles Arthur Ford

Charles Arthur Ford (* 1950 in Oakwood, Dayton, Ohio) ist ein US-amerikanischer Diplomat. Er war Botschafter der Vereinigten Staaten in Honduras sowie Berater von James G. Stavridis, als dieser das United States Southern Command leitete.

## Leben
Seine Mutter ist Wanda Ford, er ist Weißer und heterosexuell. Er besuchte die Oakwood High School und  gewann 1968 vom World Affairs Councils of America ein Stipendium  für eine Reise nach Spanien wo Francisco Franco herrschte.
1972 wurde er Bachelor der Wirtschaftswissenschaft am College of William & Mary und 1975 Magister für Latin American Studies an der George Washington University.
Er trat 1982 unter Ronald Reagan in den Auswärtigen Dienst ein und hat umfangreiche Erfahrungen in Lateinamerika gesammelt.
Er war als Handelsattaché in Buenos Aires, Madrid, Guatemala-Stadt, Caracas und in Brüssel bei der EU akkreditiert. Seine Diplomatenkarriere wurde mit zahlreichen Auszeichnungen gewürdigt zu diesen gehört die Silber-Medaille des US-Handelsministeriums für seine Hilfe für die US-Wirtschaft beim Eindringen in die Märkte der Staaten aus dem Bereich der ehemaligen Sowjetunion und eine Bronze-Medaille für sein Wirken in der US-Mission bei der EU.

## Botschafter in Honduras
Am 8. November 2005 legte Ford sein Akkreditierungsschreiben der Regierung von George W. Bush bei der Regierung von Ricardo Maduro vor.
Am 13. November 2005 wurden Teile Honduras durch den Sturm Gamma geschädigt, was Ford seiner Regierung am 18. November 2005 als Desaster erklärte. In seiner Amtszeit als Botschafter war er an der Implementation eines fünfjährigen Entwicklungsprogrammes für eine halbe Mrd. USD in leitenden Funktion beteiligt. Mit der Einrichtung von Palmerola Air Base hat sich Honduras vom Hinterhof der USA zu ihrem unsinkbaren Flugzeugträger in der Region gemausert. Ford war Repräsentant des Freihandelsabkommens DR-CAFTA in Tegucigalpa war. Mitte Juli 2008 feierte Manuel Zelaya mit Hugo Chávez und Daniel Ortega in Managua, den 19. Juli 1979, den 29. Jahrestag an dem Anastasio Somoza Debayle nach Florida ins Exil gehen musste. Kurz darauf kündigte Zelaya an, dass sich Honduras dem Bolivarianische Allianz für Amerika anschließen werde. Ford tat daraufhin kund, er wisse, dass ein erheblicher Anteil der Remesas, welche aus den USA nach Honduras überwiesen würden, durch Drogenhandel erworben worden seien. Ford gab weiter an, dass er sich seit seinem Amtsantritt 2005, häufig angegriffen gefühlt habe. Zelaya erwiderte, dass die USA die Hauptursache für den Drogenschmuggel Lateinamerika und der Karibik sei. Zelaya mutmaßte, Ford sei bellizistisch, da Honduras diplomatische Beziehungen zu den Caracas, Havanna und Managua unterhält. Nur weil Honduras US-Hilfe erhält, bedeutet das nicht, dass sein Land ein Vasall der nördlichen Wohltäter sei. Zelaya klagte damals die USA an, Staatsstreiche, Invasionen und Aufstände in ganz Zentralamerika zu unterstützen. Zelaya war auf den Diplomaten Ford nicht gut zu sprechen und offenbarte, dass dieser seiner Regierung vorgeschlagen hatte Luis Posada Carriles in Honduras politisches Asyl zu gewähren, und Zelaya dies abgelehnt habe.
Ford ist mit Lillian Ford verheiratet, ihre Kinder sind Monica Anna und Michael Arthur Ford.